# Reiner Pogarell
Reiner Karl Pogarell (* 21. September 1951 in Meschede; † 23. Oktober 2022 in Paderborn) war Linguist (Sprachwissenschaftler) und Leiter des Instituts für Betriebslinguistik in Paderborn.

## Leben
Pogarell absolvierte eine Lehre als Großhandelskaufmann und studierte dann Linguistik, Pädagogik und Evangelische Theologie an der Universität Paderborn. 1985 wurde er mit dem Thema „Bildkraft des Schlesischen“ promoviert. Ab 1986 begann er mit der Entwicklung der Betriebslinguistik, die linguistisches Wissen für betriebliche Aufgaben nutzbar macht. Ab 1992 leitete er das kurz zuvor gegründete „Institut für Betriebslinguistik“. In dieser Eigenschaft beriet er Mitarbeiter und Führungskräfte von Industrie- und Dienstleistungsunternehmen in kommunikativen und sprachlichen Fragen.
Teilweise zusammen mit dem Verein Deutsche Sprache zertifizierte er die sprachlichen Auftritte von Unternehmen bzw. Unternehmensteilen. Er publizierte regelmäßig in den „Sprachnachrichten“ sowie anderen Veröffentlichungen.

## Weitere Tätigkeiten
Pogarell war Mitglied im Verein Deutsche Sprache, von 2013 bis 2022 Mitglied des Vorstands. Er war im Verein Deutsche Sprache Beauftragter für die Beziehungen nach Skandinavien und darüber hinaus nebenberuflich Geschäftsführer des VDS-nahen „IFB Verlag Deutsche Sprache“.

## Schriften (Auswahl)
als Autor
- Minority Languages in Europe. A classified Bibliography. Mouton, Berlin 1983, ISBN 3-11-009783-4.
- Die Bildkraft des Schlesischen. Eine semantische Untersuchung zur Benennung von Kindern. Peter Lang, Frankfurt/M. 1986, ISBN 3-8204-9641-6 (zugl. Dissertation, Universität Paderborn 1985).
- Linguistik im Industriebetrieb. Eine annotierte Auswahl-Bibliographie. Alano, Aachen 1988, ISBN 3-924007-64-0.
- Von Eintrittskarten und abgerissenen Ohren. Ein Führer durch die unbekannte Welt vor den Kulissen unserer Theater. Igel, Paderborn 1994, ISBN 3-927104-81-7.
- „Sitzung“ oder „Meeting“. Historische und aktuelle Fragestellungen zur Sprachreinigung in Deutschland (Beiträge zur Betriebslinguistik; Bd. 2). IFB, Paderborn 1998, ISBN 3-931263-10-X.
- Warum sollen Dänen Deutsch lernen, studieren und sprechen? Center für deutsch-dänischen Kulturtransfer an der Universität Aalborg, 2007, ISBN 978-87-91695-03-2
- Danske saelgere i Tyskland. En vejviser til kommunikation og adfærd ved handel og samarbejde i tyskspoget områder. Center für deutsch-dänischen Kulturtransfer, Aalborg 2008, ISBN 978-87-91695-05-6 (zusammen mit Anne-Marie Andersen).

als Herausgeber
- Neue Fragen der Linguistik. akten des 25. Linguistischen Kolloquiums. Niemeyer, Tübingen 1991 (2 Bde., zusammen mit Elisabeth Feldbusch und Cornelia Weiß)

1. Bestand und Entwicklung (Linguistische Arbeiten; Bd. 270). ISBN 3-484-30270-4.
2. Innovation und Anwendung (Linguistische Arbeiten; Bd. 271). ISBN 3-484-30271-2.

- Wörterbuch überflüssiger Anglizismen. 9. Aufl. IFB, Paderborn 2012, ISBN 978-3-942409-15-5 (zusammen mit Markus Schröder; spätere Auflagen ab 2007 zusätzlich mit Rudolf Bartzsch).
- Sternstunden der deutschen Sprache. IFB, Paderborn 2002, ISBN 3-931263-27-4 (zusammen mit Walter Krämer).
- Walter Krämer. Aggressiv und fröhlich für unsere Sprache. IFB, Paderborn 2008, ISBN 978-3-931263-82-9 (zusammen mit Holger Klatte und Gerd Schrammen).
- Schöne Wörter – schöne Worte. Gerd Schrammen zum 80sten. IFB Verlag Deutsche Sprache, Paderborn 2015, ISBN        978-3-942409-48-3
- Edelsteine: 121 Sternstunden deutscher Sprache – vom Nibelungenlied bis Einstein, von Mozart bis Loriot.3.        Aufl., IFB Verlag Deutsche Sprache, Paderborn 2017, ISBN 978-3-942409-57-5 (zusammen mit Max Behland und Walter Krämer).